# والکو
والکو (به مجاری:  Valkó) یک منطقهٔ مسکونی در مجارستان است که در ناحیه گودوللو واقع شده‌است. والکو ۳۷٫۵۹ کیلومتر مربع مساحت دارد.